# Kaczmarek (Wehrmacht)

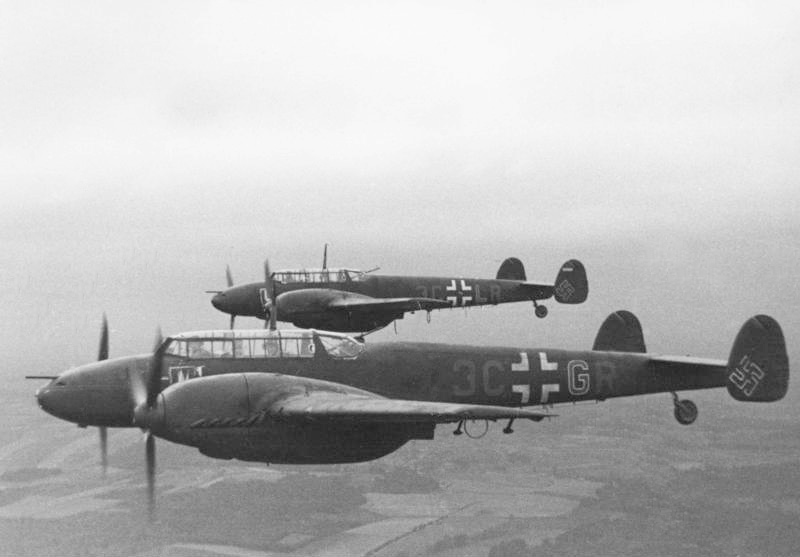
Rotte mit Messerschmitt Bf 110

Der Begriff Kaczmarek bezeichnete im Jargon der deutschen Luftwaffe des Zweiten Weltkriegs den Flügelmann eines Rottenführers, also den begleitenden Jagdflugzeugpiloten in einer Zweierformation (Rotte). Offiziell wurde der Flügelmann meist schlicht als Rottenflieger bezeichnet, während Kaczmarek ein umgangssprachlicher Ausdruck der Pilotensprache war. Der Kaczmarek bildete zusammen mit dem Rottenführer eine taktische Kampfeinheit aus zwei Flugzeugen, wobei er als zweiter Mann der Rotte stets geringfügig versetzt seitlich-hinter seinem Führungsflugzeug flog. In der Praxis hielt sich der Kaczmarek etwa 100–200 Meter hinter und etwas oberhalb des Rottenführers – ungefähr im Abstand des Kurvenradius einer Bf 109 – um jederzeit gemeinsam mit ihm manövrieren zu können.

## Rolle eines Kaczmarek
Die Hauptrolle des Kaczmarek bestand darin, den Rottenführer zu unterstützen und zu decken. Er hatte den Luftraum hinter dem Führenden zu sichern, dessen „Rücken freizuhalten“, während dieser Angriffe durchführte. Der Flügelmann war darauf trainiert, unter allen Umständen bei seinem Rottenführer zu bleiben und dessen Aktionen zu schützen. Im Gefecht griff der Rottenführer typischerweise feindliche Flugzeuge an, während der Kaczmarek dessen Deckung übernahm und Angreifer, die von hinten oder seitlich heranbrechen, abfing oder zumindest warnte. Durch die lockere Formation – der Kaczmarek flog nicht in starrer Position, sondern mit etwas Abstand – konnten beide Piloten weniger Zeit darauf verwenden, eine enge Formation zu halten, und stattdessen mehr Umgebung beobachten und gegenseitig ihre toten Winkel abdecken. Ein angreifendes feindliches Flugzeug konnte so leicht zwischen den beiden Kameraden aufgespannt („in die Zange genommen“) werden, was die Überlebens- und Erfolgschancen der Rotte erhöhte.
Allerdings war der Kaczmarek in dieser Rolle zunächst defensiv gebunden und hatte weniger Freiheiten, selbst Abschüsse zu erzielen. Da der Rottenführer Priorität bei Angriffen hatte, blieben dem begleitenden Flügelmann oft nur wenige Gelegenheiten, eigene Luftsiege zu erringen, was zuweilen zu Unmut bei den weniger ranghohen Piloten führte. Zeitzeugen berichten, dass mancher junge Jagdflieger frustriert war, seinem Vorgesetzten die Abschüsse „schützen“ zu müssen, während dieser hohe Abschusszahlen erreichte. Nichtsdestotrotz galt die Rolle des Kaczmarek als wichtiger Teil der Jagdfliegertaktik: Viele spätere Experten (Fliegerasse) sammelten zunächst Erfahrung als Kaczmarek unter einem erfahrenen Rottenführer, bevor sie selbst Führungspositionen einnahmen.

## Herkunft und geschichtliche Entwicklung des Begriffs
Der Ausdruck Kaczmarek hat seinen Ursprung vermutlich im Militärjargon lange vor dem Zweiten Weltkrieg. Es handelt sich um einen polnischen Familiennamen (Kaczmarek ist einer der häufigsten Nachnamen in Polen), der im deutschen Sprachraum scherzhaft eingebürgert wurde. Nach Überlieferung diente Kaczmarek bereits in der preußischen Armee als spöttische Bezeichnung für einen unbeholfenen oder begriffsstutzigen Rekruten, den man „an die Hand nehmen“ müsse. In der Luftwaffe wurde dieser Ausdruck dann aufgegriffen, um den weniger erfahrenen Rottenflieger zu benennen, der seinem Rottenführer treu ergeben folgte. Der Fliegerjargon deutete damit humorvoll an, der Flügelmann sei wie ein etwas „treu-doofer“ Gefolgsmann, der immer hinter seinem „Herrchen“ herläuft. Diese Bezeichnung war allerdings nie offiziell, sondern ein Ausdruck der Jagdflieger – vergleichbar dem ebenfalls verwendeten Spitznamen “Rottenhund” für den Flügelmann.

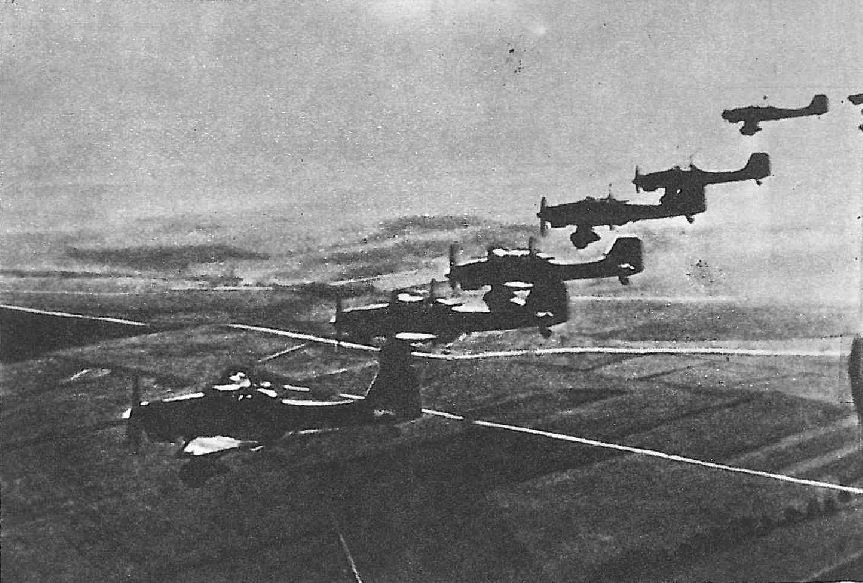
Ju 87 in Kettenreihe rechts

Aus taktischer Sicht entwickelte sich die Rotte (Zweierformation aus Führer und Begleiter) in der Zwischenkriegszeit und im frühen Zweiten Weltkrieg zur grundlegenden Einheit des Luftkampfs. Historisch flogen Jagdflugzeuge im Ersten Weltkrieg und in den 1920er/30er Jahren meist in Ketten zu drei Maschinen – im Deutschen als Kette, im Englischen Vic-Formation genannt. Diese Dreierformation blieb bis in die späten 1930er bei vielen Luftstreitkräften Standard. Innovationen in der Taktik führten jedoch dazu, dass bereits Mitte der 1930er Jahre einige Luftwaffen auf das flexiblere Zwei-Mann-Team umstellten. So experimentierte die finnische Luftwaffe 1934 mit Paaren (finnisch parvi für Rotte und partio für Schwarm) und fand diese effizienter. In Deutschland formulierte der Jagdflieger Oswald Boelcke schon 1916 erste Grundsätze der Zusammenarbeit im Luftkampf, die den Weg für die Rotten-Taktik bereiteten. Entscheidend weiterentwickelt wurde das Rotte/Schwarm-Konzept während des Spanischen Bürgerkriegs (1936–39) von Piloten der Legion Condor – insbesondere durch Günther Lützow und Werner Mölders. Mölders dokumentierte nach seinen Einsatzerfahrungen in Spanien die Vorzüge der Zwei- und Vier-Verbände (Vierfingerformation) und trug so dazu bei, dass die neu formierte Luftwaffe kurz vor dem Zweiten Weltkrieg ihre Jagdformationen von der starren Kette auf die flexible Rotte umstellte.
Zu Beginn des Zweiten Weltkriegs war daher in der deutschen Luftwaffe die Rotte aus zwei Jagdflugzeugen (Führer und Kaczmarek) die kleinste taktische Einheit, zwei Rotten bildeten einen Schwarm von vier Flugzeugen. Diese Aufstellung erwies sich als deutlich effektiver als die enge Dreier-Formation der Gegner. Im Vergleich zur veralteten Vic-Kette hatten Rotten den Vorteil, dass beide Piloten einer Rotte sich freier bewegen und sich besser gegenseitig decken konnten, ohne dauernd auf exakte Formation achten zu müssen. Die RAF und andere alliierte Luftstreitkräfte hatten dem anfangs wenig entgegenzusetzen, da sie noch in Dreiergruppen flogen. Deutsche Jagdflieger verspotteten die britischen Dreier-Vics während der Luftschlacht um England offen als veraltet; als die Royal Air Force mangels Alternativen kurzfristig in Viererreihen hintereinander flog, nannte man diese Reihen abfällig „Idiotenreihen“. Erst nach den bitteren Erfahrungen von 1940 stellte auch die RAF ihre Taktik um: Ab 1941 übernahm sie flächendeckend die Finger-Four-Formation (Vierfingerformation), bestehend aus zwei Zweier-Elementen – faktisch also das deutsche Rotte/Schwarm-Prinzip, im Englischen als wingman und leader bezeichnet.

## Taktischer Einsatz im Zweiten Weltkrieg und Vergleich mit anderen Luftwaffen
Im Zweiten Weltkrieg wurde die Rotte mit Rottenführer und Kaczmarek zum Standard der deutschen Jagdfliegertaktik. Der Rottenführer (häufig ein erfahrener Offizier oder Unteroffizier) führte den Angriff, während sein Kaczmarek ihn deckte und unterstützte. Diese Rollenverteilung wurde in der Luftwaffe konsequent geschult: Der Kaczmarek hatte strikt bei seinem Führer zu bleiben und eigenmächtige Vorstöße zu vermeiden. Diese Disziplin zahlte sich aus – insbesondere in den erfolgreichen frühen Feldzügen (Polen 1939, Frankreich 1940) und in der Luftschlacht um England 1940, wo deutsche Jäger den alliierten Verbänden in puncto Koordination überlegen waren. Eine Rotte konnte dank lockerer Formation schneller reagieren, gemeinsam ausweichen oder den Spieß umdrehen: Griff z. B. ein britisches Jagdflugzeug einen Bf109-Führer an, konnte dessen Kaczmarek den Angreifer von hinten packen oder zumindest wegdrängen. So wurden Angreifer oft zwischen zwei deutschen Jägern eingekeilt. Die Nähe der beiden Rottenpartner war dennoch ausreichend gering, um sich mit Hand- und Leuchtzeichen oder per Funk abzustimmen. (Im Gegensatz dazu mussten britische Flieger in den engen Vics so dicht beieinander bleiben, dass sie häufig die Annäherung von Feinden übersahen, da sie vor allem mit Formationshalten beschäftigt waren.)

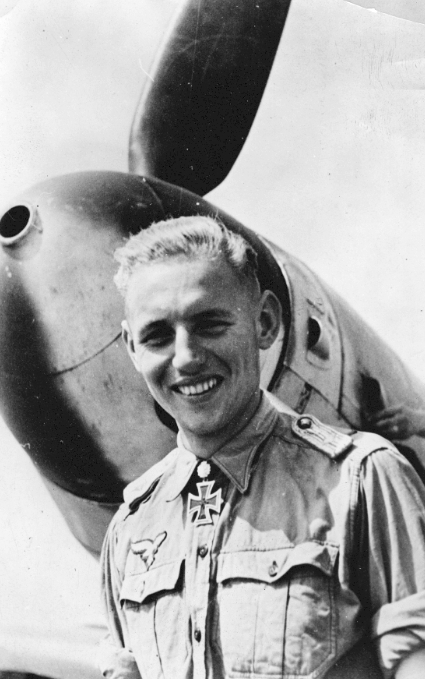
Leutnant Erich Hartmann

Ein charakteristisches Merkmal der Luftwaffen-Taktik war die Zusammensetzung der Rotten: Oft wurde ein unerfahrener Pilot als Kaczmarek einem Routinier als Rottenführer zugeteilt, um einerseits dessen Schutz zu gewährleisten und andererseits den Neuling „on the job“ auszubilden. Es gab jedoch auch Fälle, in denen zwei erfahrene Flieger sich als Führer und wingman zusammentaten, oder ein Offizier als Flügelmann unter einem älteren Unteroffizier diente, wenn letzterer der versiertere Jagdflieger war. Entscheidend war die Vertrauensbindung innerhalb der Rotte: Eingespielte Teams kommunizierten effizienter und erhöhten ihre gegenseitige Überlebenschance. Viele deutsche Top-Asse wie Gerhard Barkhorn oder Erich Hartmann betonten später, wie wichtig ihre Zeit als Kaczmarek für ihre Entwicklung war und wie sehr sie umgekehrt auf die Zuverlässigkeit ihrer eigenen Flügelmänner vertrauten (Hartmanns langjähriger Kaczmarek Alfred Jüngling trug etwa wesentlich zu dessen Erfolg von 352 Abschüssen bei). Die Rotte blieb bis Kriegsende die Kerneinheit der deutschen Jagdverbände, sowohl an der Westfront als auch im Osten und im Reichsverteidigungskampf.
Vergleicht man die Rolle des Flügelmanns in anderen Luftwaffen, zeigen sich sowohl Unterschiede als auch Angleichungen im Laufe des Krieges. Die Royal Air Force (RAF) hielt bis 1940 an der engen Vic-Dreierstaffel fest, was die Wirksamkeit des einzelnen Wingman stark einschränkte – die zwei hinteren Piloten eines „Vic“ konnten kaum selbständig agieren und mussten dem Führenden streng folgen. Nachdem die RAF jedoch die hohen Verluste gegen die flexiblen deutschen Rotten erkannt hatte, vollzog sie ab 1941 einen Wandel: Fortan flogen britische Jagdstaffeln in sogenannten Sections zu je zwei Paaren, analog zur Rotte und Schwarm, wodurch nun auch britische Flügelmänner wesentlich aktiver zur Gefechtsführung beitragen konnten. Der Begriff Wingman (Flügelmann) wurde nun auch international üblich. In der US-amerikanischen Army Air Corps / Air Forces (USAAC/USAAF), die ab 1942 verstärkt in den Krieg eingriffen, übernahm man ähnliche Konzepte. Amerikanische Jagdverbände operierten typischerweise in Vierer-Schwarms (Flights) aus zwei Zweier-Elementen (Elements), wobei ebenfalls ein Element Leader und ein Wingman zusammenwirkten. Die Prinzipien glichen dem deutschen Vorbild: Der Wingman deckte seinen Leader und griff nur in Abstimmung an. Unterschiede ergaben sich eher aus operativen Gegebenheiten – etwa der Tatsache, dass US-Piloten aufgrund längerreichender Einsätze (z. B. Begleitschutz der Bomber bis tief nach Deutschland) teils andere Formationsabstände wählten und Techniken wie die Thach Weave (bei der zwei Paare sich wechselseitig Deckung geben) entwickelten. Grundsätzlich jedoch war der Stellenwert des Wingman bis Kriegsende in allen Luftwaffen anerkannt: Kein führendes Jagdflugzeug ging ohne Begleiter in einen Einsatz, sofern es sich einrichten ließ.
In der sowjetischen Luftwaffe (WWS) zu Beginn des deutschen Überfalls auf die Sowjetunion am 22. Juni 1941 zeigten sich zunächst erhebliche Defizite in Formation und Rollenverteilung. Viele sowjetische Jägerstaffeln flogen anfangs ohne klaren Rottenführer-Flügelmann-Zuschnitt; Angriffe erfolgten oft unkoordiniert oder in großen Pulks, bei denen einzelne Piloten sich schnell verloren. Teilweise versuchte die Rote Armee Luftwaffe anfangs, ebenfalls Dreier-Elemente nach westlichem Vorbild zu nutzen, doch fehlten häufig Bordfunkgeräte, sodass die Führung und Abstimmung innerhalb solcher Gruppen kaum funktionierte. In Praxis kämpften sowjetische Piloten daher zu Kriegsbeginn meist einzeln oder maximal paarweise, ohne dass der Wingman-Gedanke (russisch sprach man vom Wedomy, dem „Geführten“) bereits verinnerlicht war. Erst im Verlauf des Krieges – insbesondere ab 1942/43 – stellte die sowjetische Jagdfliegertruppe ihre Taktik um. Verbesserte Ausbildung und flächendeckende Funkausstattung ermöglichten es den Sowjets, nun ebenfalls vermehrt in Zweier-Patrouillen zu operieren, ähnlich der Rotte. Viele sowjetische Fliegerasse (etwa Aleksandr Pokryschkin oder Iwan Koschedub) propagierten intern die Übernahme der Finger-Vier-Formation, was ab der Schlacht um Kursk 1943 die Leistungsfähigkeit sowjetischer Verbände merklich steigerte. Zum Kriegsende hin unterschieden sich die Rollen der Begleitflieger der verschiedenen Luftwaffen nur noch geringfügig: Alle erfolgreichen Jagdverbände nutzten das Prinzip eines führenden Piloten mit einem ihn deckenden Wingman als kleinste Kampfeinheit. Unterschiede bestanden vor allem in der Terminologie und anfänglichen Umsetzung – die deutsche spezifische Bezeichnung Kaczmarek blieb dabei ein kurioses Detail des Fliegerjargons, das die besondere Beziehung zwischen Rottenführer und Rottenflieger in der Luftwaffe treffend charakterisierte.